# Butterverordnung
Die Verordnung über Butter und andere Milchstreichfette, im Kurztitel Butterverordnung (ButtV) regelt für Deutschland das Herstellen, Behandeln und Inverkehrbringen einschließlich Kennzeichnen von Milchfetten, darunter Butter  in Ergänzung zu den vorrangigen EU-Vermarktungsnormen für den EU-Binnenmarkt.

## Grundlagen
Sie fußt auf einer den Grundgedanken der Gemeinsamen Marktordnung widerstrebenden, ausnahmsweisen Gestattung der für auch für Fette maßgeblichen Verordnung (EG) Nr. 1234/2007 des Rates vom 22. Oktober 2007. Danach dürfen die EU-Mitgliedstaaten für Streichfette ergänzende nationale Güteklassen bestimmen, sofern sie die landwirtschaftlichen Erzeugnisse anderer Mitgliedstaaten nicht diskriminieren. So verweist sie auf die Begriffsdefinitionen der Verordnung (EG) Nr. 1234/2007, die als Butter bezeichnet landwirtschaftliche Erzeugnisse in Form einer festen, plastischen Emulsion ausschließlich bestehend aus Milch und/oder bestimmten Milcherzeugnissen mit Fett als wesentlichem Wertbestandteil und mit einem Milchfettgehalt von mindestens 80 % und weniger als 90 %, einem Höchstgehalt an Wasser von 16 % sowie einem Höchstgehalt an fettfreier Milchtrockenmasse von 2 %. Dort sind auch die Verkehrsbezeichnungen für Milchfette mit geringerem Fettgehalt definiert, nämlich Dreiviertelbutter (60–62 % Milchfett), Halbfettbutter (39–41 %) und Milchfette X % für alle ansonsten nicht erfasste Fettgehalte, wobei X den konkreten Fettgehalt bezeichnet.

## Regelungsgehalt
Sie definiert den Begriff der Molkerei für ihre Zwecke als milchwirtschaftliches Unternehmen mit einem durchschnittlichen täglichen Milchumsatz von 500 Liter oder mehr (§ 1a ButtV). Sie enthält ergänzende Regelungen zur Herstellung  (z. B. § 2 Abs. 2 ButtV, § 14 ButtV) und vor allem zur erweiterten Kennzeichnung. Insbesondere schafft sie ein nationales, für andere EU-Mitglieder teils offenes System der Handelsklassen für Butter aus Molkereien und den Schutz dieser Marken einschließlich Gütezeichen mit Adler.

### Handelsklassen

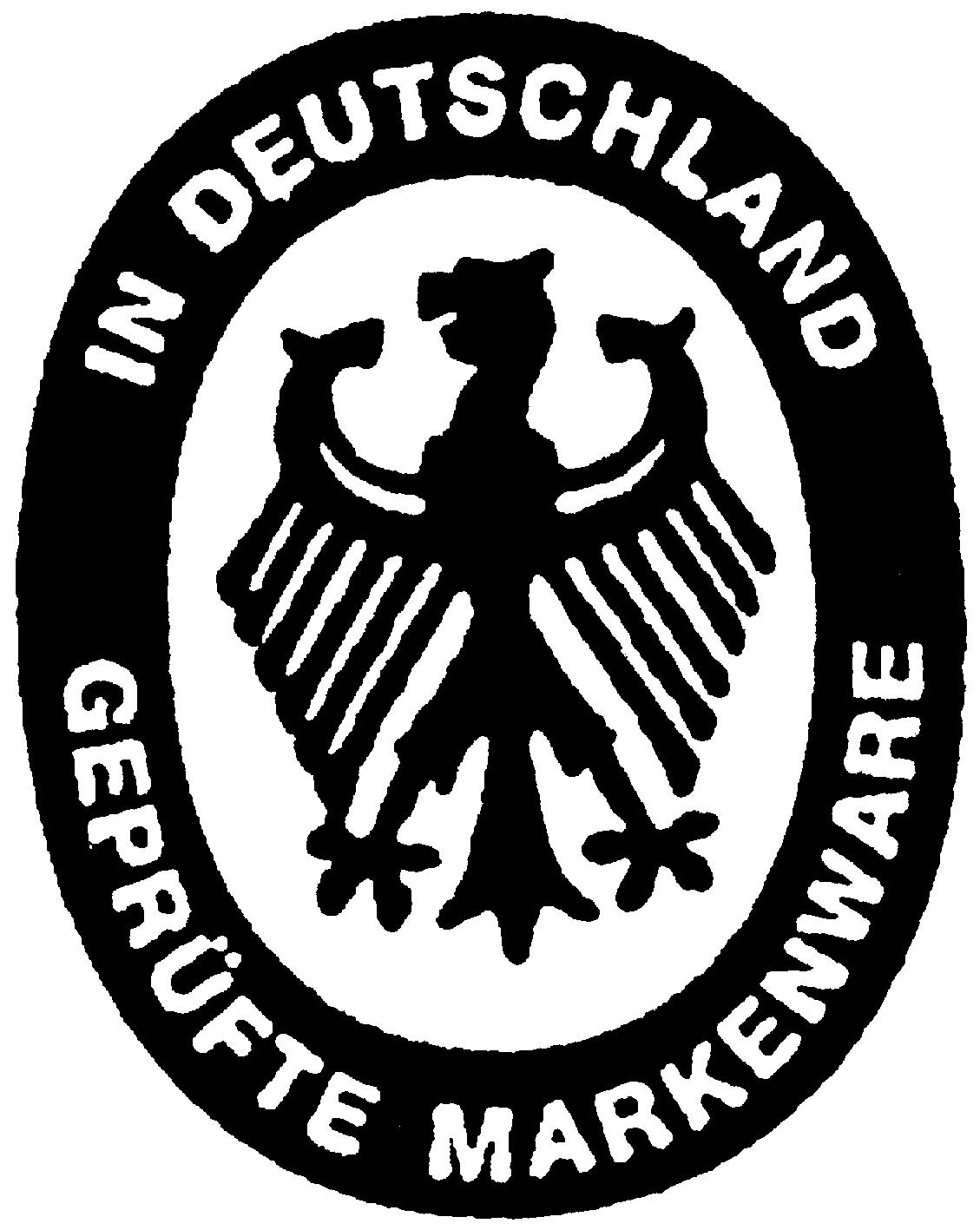
Gütezeichen für deutsche Markenbutter

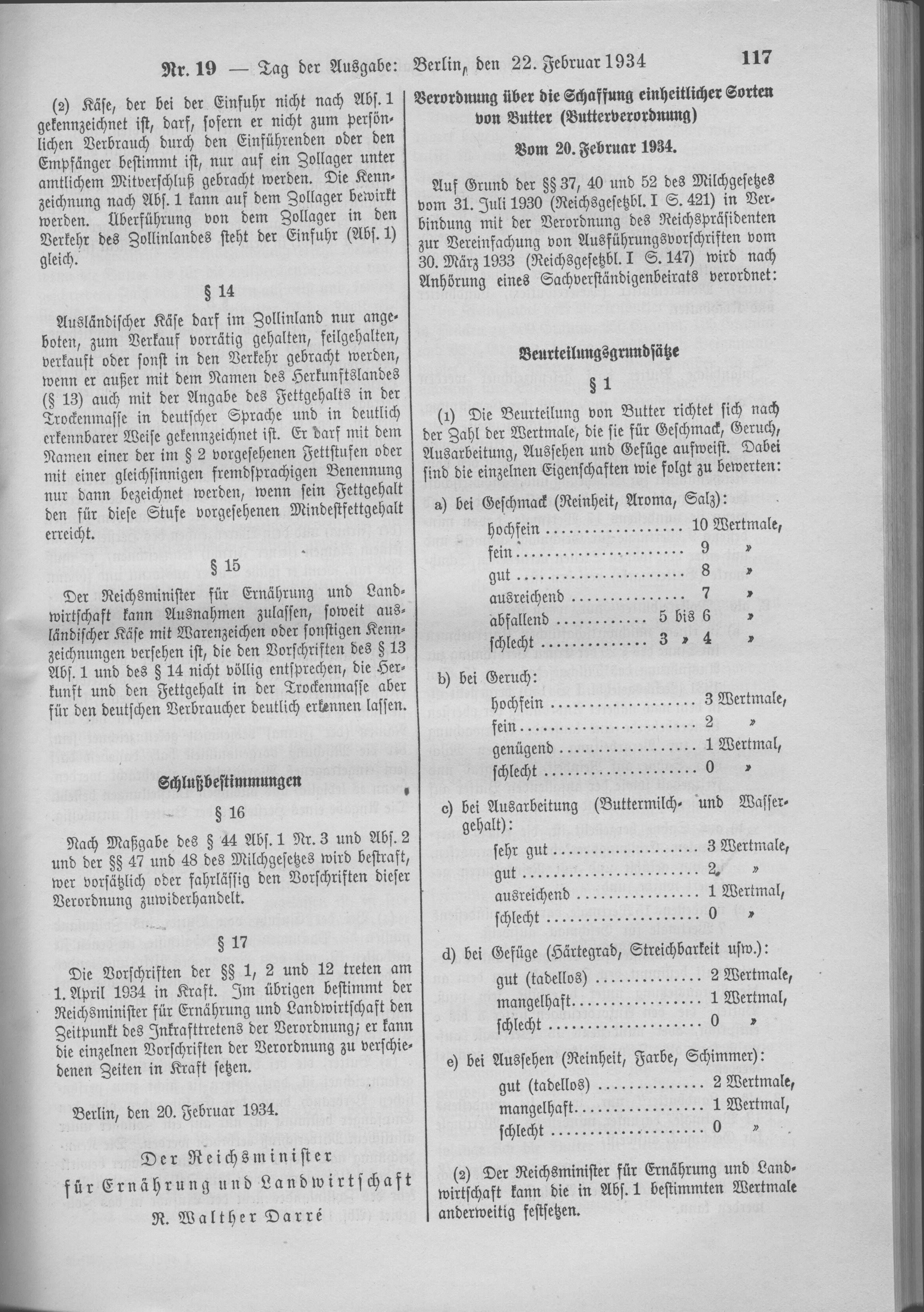
Butterverordnung vom 20. Februar 1934

Butter der Handelsklassen darf nur unmittelbar aus Kuhmilch oder unmittelbar daraus gewonnenem Rahm oder Molkenrahm hergestellt werden; diese müssen pasteurisiert worden sein. Zur Herstellung darf nur Wasser und Speisesalz verwendet werden. Sie muss von einer der Buttersorten Süßrahm-, Sauerrahmbutter oder Mildgesäuerte Butter sein. Die in früheren Fassungen bestimmten Kategorien Deutsche Kochbutter oder Deutsche Landbutter regelt sie nicht mehr.

#### Deutsche Markenbutter
Die Handelsklasse Deutsche Markenbutter wird für die qualitativ höchstwertige Butter vergeben. Sie darf nur aus Milch von Kühen oder daraus unmittelbar gewonnener Sahne hergestellt werden. Bei der Butterprüfung müssen in jeder geprüften Kategorie mindestens vier von fünf möglichen Punkten erreicht werden. Die Prüfung muss monatlich durchgeführt werden. Sie hat besondere Buttereinwickler als Verpackung. Butter aus anderen EU-Mitgliedstaaten, die diese Qualitätsanforderungen erfüllt, kann als „Markenbutter“ beworben werden.

#### Deutsche Molkereibutter
Bei der Herstellung von Molkereibutter darf anders als bei der Deutschen Markenbutter auch Molkenrahm verwendet werden. Für diese Handelsklasse reicht eine in Abständen von 2 Monaten durchgeführte Butterprüfung. Dabei müssen in jeder geprüften Kategorie mindestens drei von fünf möglichen Punkten erzielt werden.